# 칼케돈 수도 대교구

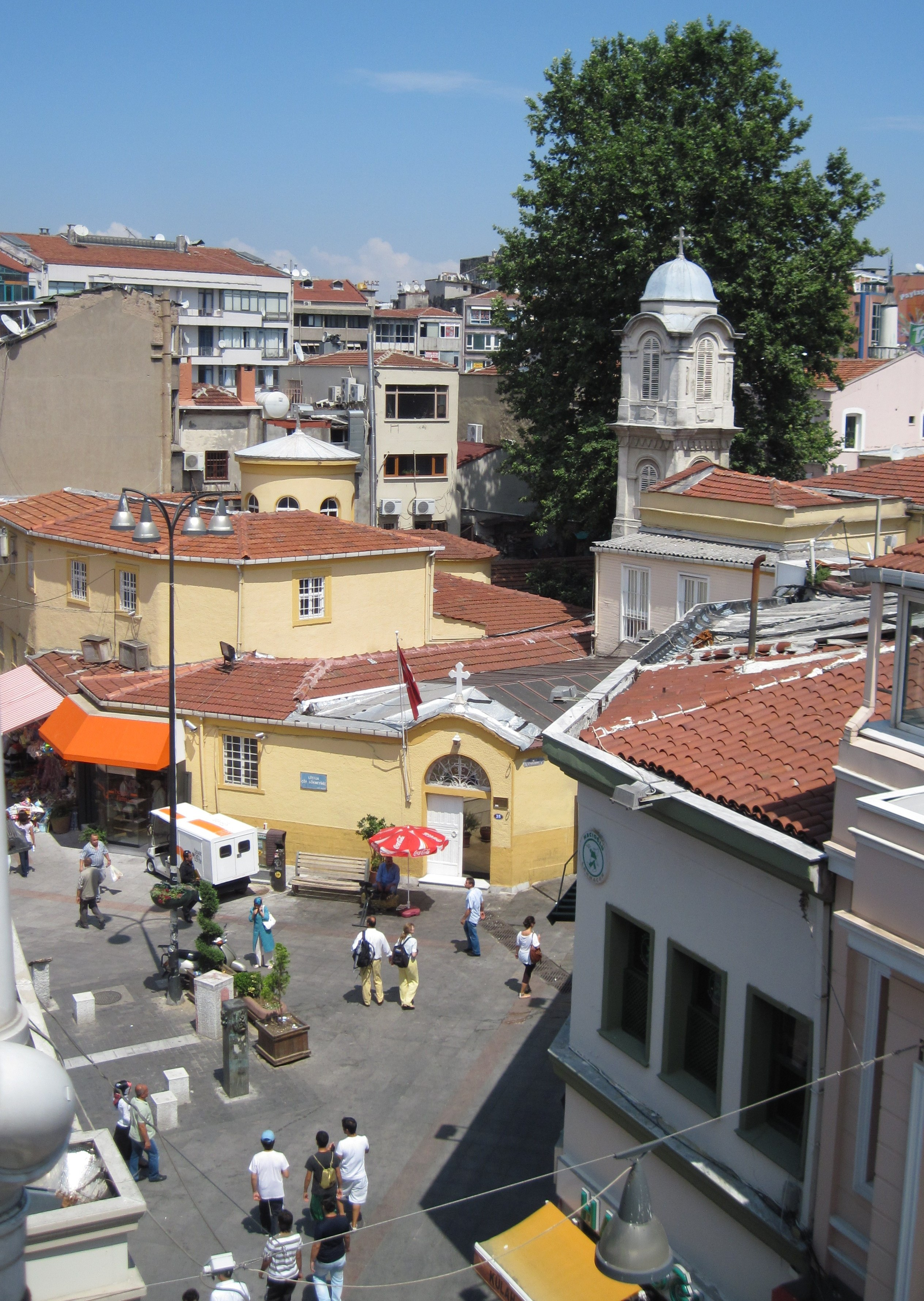

칼케돈 수도 대교구(Metropolis of Chalcedon)는 동방 정교회 콘스탄티노폴리스 세계총대주교청에 소속된 기독교 교구이다. 칼케돈에는 서기 2세기에 기독교가 전파되었다. 이 도시는 제4차 세계공의회 당시인 서기 451년에 대교구로 승격되었다. 현재 터키에 소재한 콘스탄티노폴리스 세계총대주교청 소속 동방 정교회 대교구 4개 가운데 하나이며, 아나톨리아에서 유일하게 활동하고 있는 교구이기도 하다.

## 역사
1923년 로잔 조약과 그에 의거한 그리스와 터키의 인구 교환 이후 콘스탄티노플의 주변을 제외한 아나톨리아의 그리스 정교회 신자 인구는 모두 그리스로 이주해야 했다. 이로써 칼케돈의 대교구는 아나톨리아에 있는 콘스탄티노폴리스 세계총대주교청의 유일한 활동 교구가 되었고, 터키에 소재한 4개 교구 중 하나가 되었다. 1955년 9월 반 그리스 이스탄불 폭동 때 칼케톤 대교구 관할 11개 교회가 파괴되었고, 나머지 3개 교회 건물은 구조되었다. 더구나 광신적인 폭도들은 대주교 저택을 공격하고 토마스 대주교를 모욕하면서 몇 시간 동안 반나체의 벌거벗은 채 거리를 끌고 다녔다. 이후 콘스탄티노플의 그리스 인구가 쇠퇴하면서 1964년부터 지금까지 칼케돈 대교구는 작은 공동체로 남아있다.

## 같이 보기
- 콘스탄티노폴리스 세계총대주교